# Kyllinga ugogensis
Kyllinga ugogensis là loài thực vật có hoa trong họ Cói. Loài này được (Peter & Kük.) Lye mô tả khoa học đầu tiên năm 1972.